# Betty Boop's Crazy Inventions
Betty Boop's Crazy Inventions es un corto de animación estadounidense de 1933, de la serie de Betty Boop. Fue producido por los estudios Fleischer y distribuido por Paramount Pictures. En él aparecen Betty Boop, Bimbo y Koko el payaso.

## Argumento
Betty Boop presenta una serie locos inventos en una feria.

## Producción
Betty Boop's Crazy Inventions es la décima entrega de la serie de Betty Boop y fue estrenada el 27 de enero de 1933.